# Gralina srokata
Gralina srokata (Grallina cyanoleuca) – gatunek średniej wielkości ptaka śpiewającego z rodziny monarek (Monarchidae). Szeroko rozpowszechniony i pospolity w Australii.

## Systematyka
Jako pierwszy opisał ten gatunek brytyjski ornitolog John Latham w 1801 roku. Autor nadał mu nazwę Corvus cyanoleucus. Takson Gracula picata opisany przez Lathama w tej samej publikacji jako odrębny gatunek, to w rzeczywistości również gralina srokata, czyli nazwa ta jest synonimem. Zarówno angielska, jak i polska nazwa ptaka wzięła się z podobieństwa do zamieszkującej półkulę północną sroki zwyczajnej, której wygląd pamiętali osadnicy z Europy. W rzeczywistości te dwa gatunki nie są blisko spokrewnione ze sobą, co wykazały współczesne badania DNA. Dawniej gatunek ten zaliczano do Struthideidae bądź Strepera, później wydzielano często rodzaj Grallina do własnej rodziny Grallinidae bądź umieszczano go w rodzinie dziwogonów (Dicruridae). Aktualnie należy do rodziny monarek (Monarchidae).
Jest rozpowszechniony na terenie niemal całej Australii, przez co w różnych miejscach nadawano mu różne nazwy: Peewit, Peewee, Mudlark, Murray Magpie, Yilimbirraa, podczas gdy oficjalna angielska nazwa brzmi Magpie-lark.

### Podgatunki
Wyróżniono dwa podgatunki G. cyanoleuca:
- G. c. cyanoleuca (Latham, 1801) – zachodnia, środkowa, wschodnia i południowa Australia
- G. c. neglecta Mathews, 1912 – północna Australia

## Charakterystyka

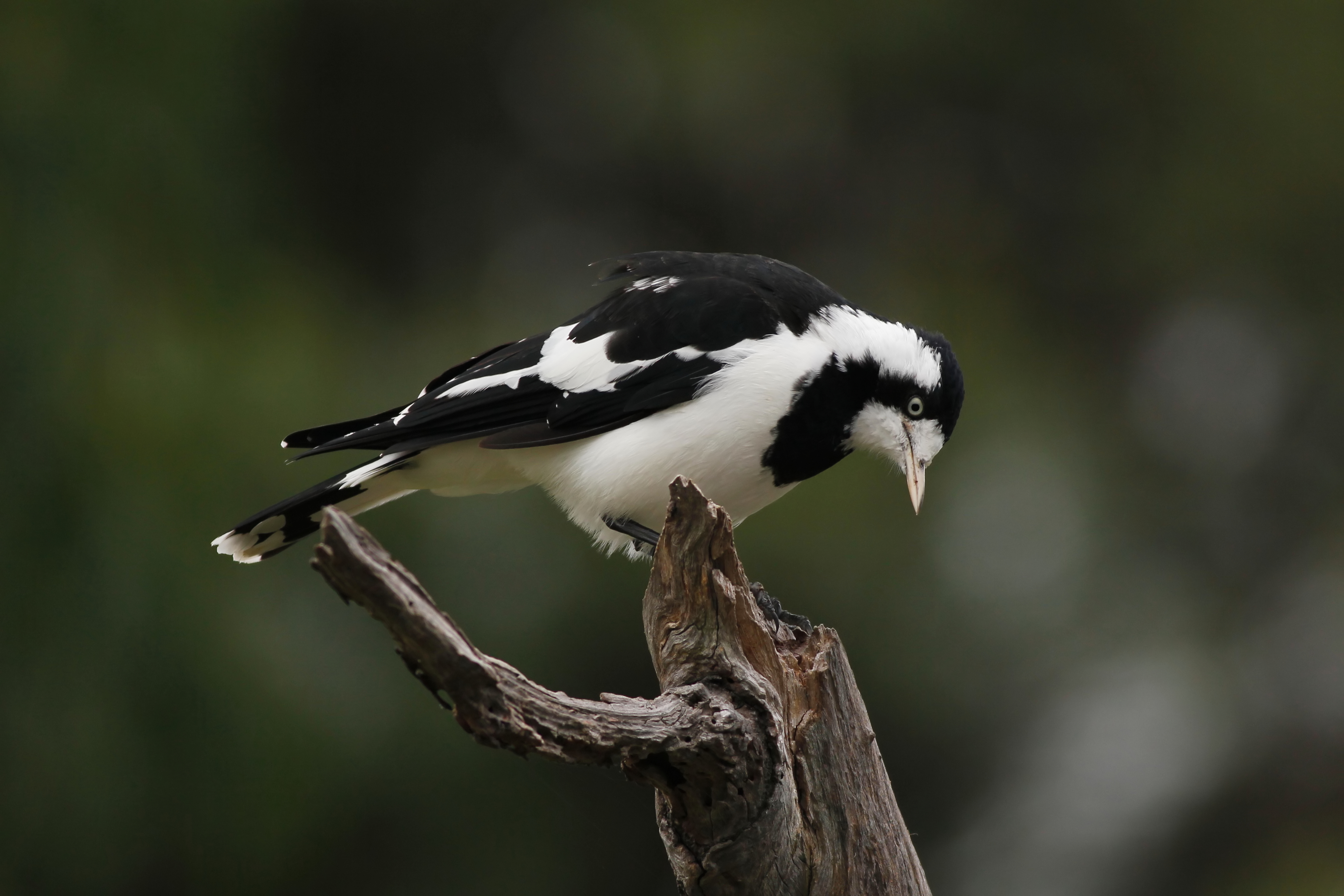
Samica

Jest to średniej wielkości ptak, rozmiarem przypominający europejskiego kosa zwyczajnego. Dorosły osobnik mierzy od 26 do 30 cm długości. Dominuje czarno-biała kolorystyka upierzenia. Obie płci są podobne z dystansu, jednak łatwe do rozróżnienia z bliska: samica ma białe gardło, samiec ma czarne gardło i czarny pas na brwi. Młode mają białe gardło, czarny pas w okolicy oczu i biały brzuch. 

## Występowanie
Występuje w różnorodnych środowiskach, w tym terenach zurbanizowanych, w Australii, z wyjątkiem Tasmanii. Zamieszkuje również wewnętrzne pustynie kontynentu. Dobrze zaadaptował się do obecności człowieka.

## Pożywienie
Gralina srokata jest mięsożerna i odżywia się wszelkimi rodzajami niewielkich stworzeń, głównie bezkręgowców. Żeruje na miękkim podłożu.

## Tryb życia i zachowanie

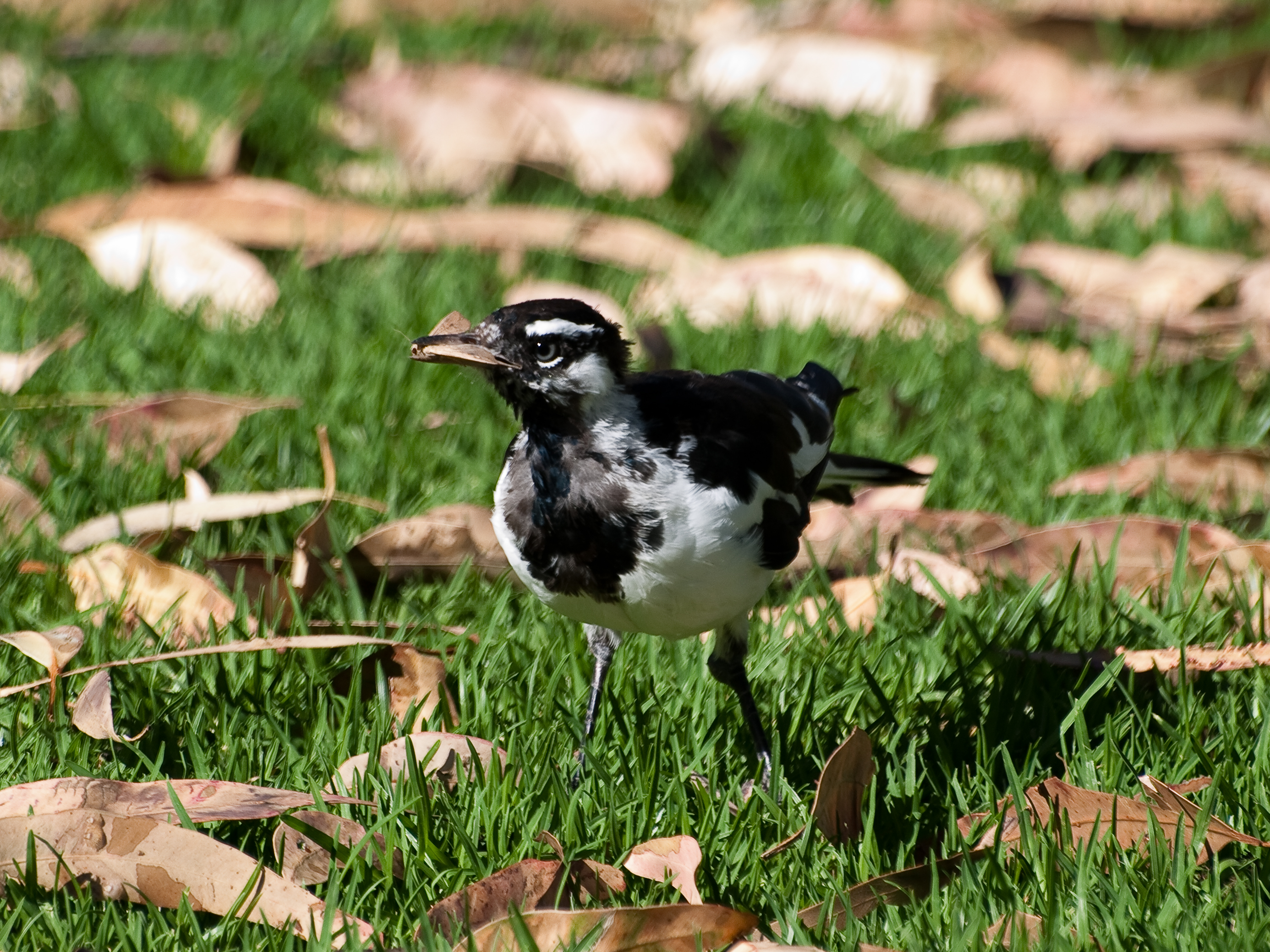
Samiec graliny srokatej ze świeżo zdobytym łupem

Bardzo łatwo adaptuje się do nowych środowisk. Do bytowania potrzebuje jedynie miękkiego podłoża, w którym może żerować, dostępu do błota, które jest materiałem budulcowym gniazd i drzew, na których je buduje. Bardzo dużo gatunek ten skorzystał na rozwoju rolnictwa: zapewnia ono dostęp do pożywienia na polach i obecność wody w okolicach kanałów nawadniających.
Obserwuje się je w luźnych grupach, obejmujących kilkadziesiąt osobników. Zazwyczaj takie zachowanie jest związane ze wspólnym żerowaniem na terenach obfitych w pokarm, parowaniem się i rozmnażaniem. 
Osobniki wykazują silny terytorializm, agresywnie bronią własnego terytorium przed przedstawicielami innych gatunków, takich jak kruk australijski, kukabura chichotliwa, orzeł australijski czy rodziny srokaczy. Mogą także atakować ludzi, zazwyczaj w odległości do 60 m od gniazda. Czasami mogą być agresywne i stwarzać poważne problemy. Zapobiec temu mogą: poruszanie się w grupach, przyklejanie dodatkowych „oczu” z tyłu np. kasku rowerowego (ptak zaniecha ataku, gdy spostrzeże, że intruz go widzi), użycie w obronie parasolki. Gdy dojdzie do kontaktu z ptakiem, należy spokojnie oddalić się.
Gralina srokata jest jednym z niewielu gatunków ptaków, które śpiewają w duetach. Prawdopodobnie rolą tego zachowania jest odstraszanie intruzów.

## Rozród

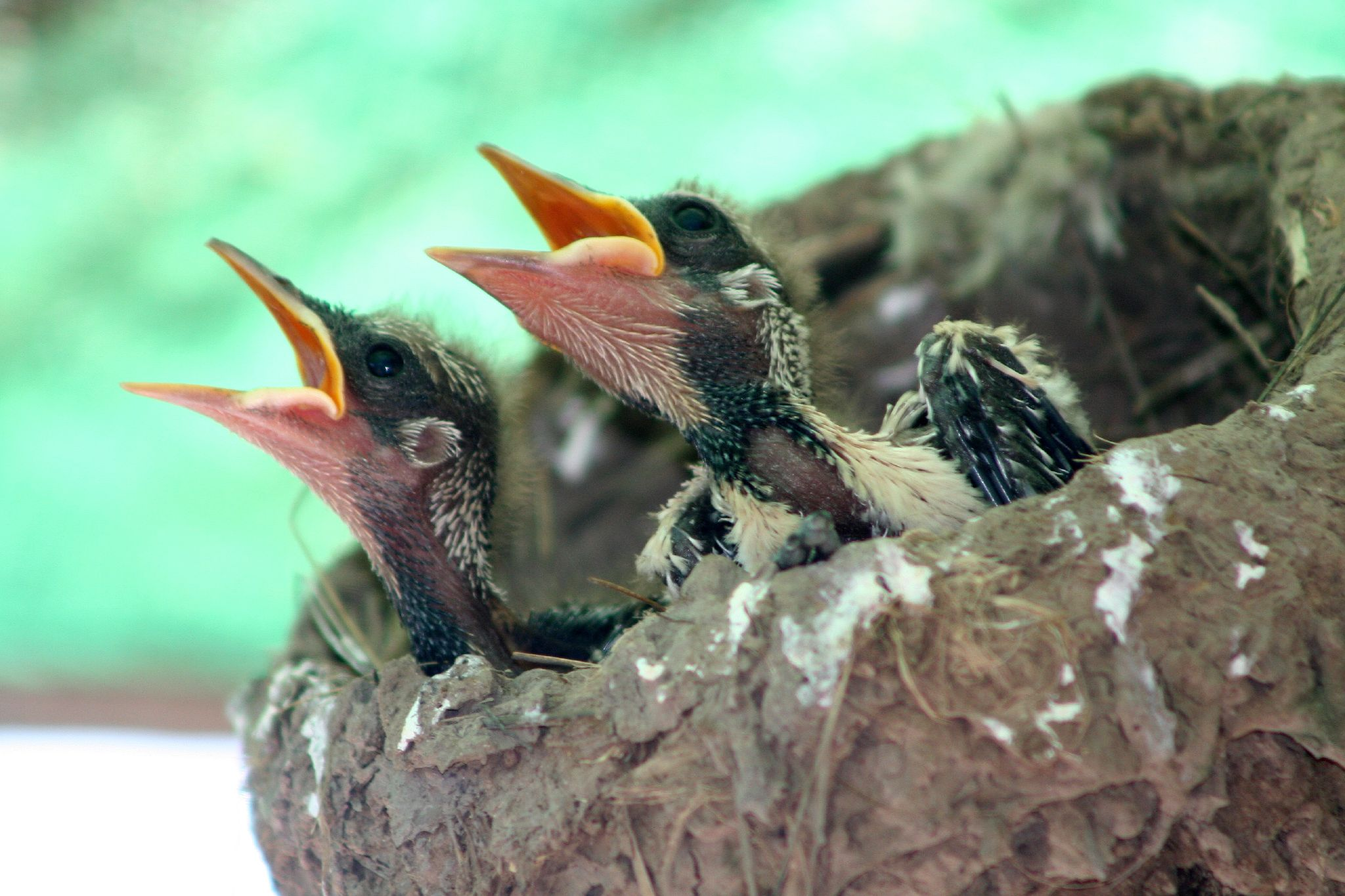
Pisklęta w gnieździe

Osobniki najczęściej dobierają się w pary na całe życie i wspólnie chronią terytorium. Gniazdo jest zbudowane z trawy i roślin połączonych ze sobą mułem. Wyścielone jest trawą, piórami i włosiem. Gniazda mają około 15 cm średnicy. Okres lęgowy występuje zazwyczaj od sierpnia do lutego na całym południu, a po okresach deszczowych w suchych rejonach. Gdy warunki są korzystne, często występują wielokrotne lęgi. Rodzice wspólnie wysiadują trzy do pięciu jaj. Czasami gniazdo nie jest wystarczająco duże dla tylu młodych, więc jedno jest wyrzucane i nie przeżywa.

## Status
W Czerwonej księdze gatunków zagrożonych IUCN gatunek ten zaliczany jest do kategorii LC (Least Concern – najmniejszej troski) nieprzerwanie od 1988 roku. Liczebność populacji nie została oszacowana, ale ptak ten opisywany jest jako bardzo pospolity. Trend liczebności populacji uznawany jest za wzrostowy.